# Матеуш Прашелік
Матеуш Прашелік (пол. Mateusz Praszelik, нар. 26 вересня 2000, Ратибор) — польський футболіст, півзахисник клубу «Краковія».
Виступав, зокрема, за клуби «Легія» та «Шльонськ», а також молодіжну збірну Польщі.
Чемпіон Польщі. 

## Клубна кар'єра
Народився 26 вересня 2000 року в місті Ратибор. Вихованець юнацьких команд футбольних клубів «Одра Центрум» та «Легія». У дорослому футболі дебютував 2018 року виступами за головну команду «Легії», за яку протягом двох сезонів взяв участь у п'яти матчах чемпіонату. 
2020 року перейшов до «Шльонська» (Вроцлав), у складі якого вже був гравцем основного складу. Відіграв за команду з Вроцлава півтора сезони.
Наприкінці січня 2022 року на умовах річної оренди молодий поляк перейшов до італійської вищолігової «Верони».

## Виступи за збірні
2017 року дебютував у складі юнацької збірної Польщі (U-19), загалом на юнацькому рівні взяв участь у 6 іграх.
З 2020 року залучається до складу молодіжної збірної Польщі.

## Статистика виступів

### Статистика клубних виступів
Станом на 22 серпня 2022
| Сезон                | Команда              | Чемпіонат            | Чемпіонат | Чемпіонат | Національний кубок | Національний кубок | Національний кубок | Континентальні кубки | Континентальні кубки | Континентальні кубки | Інші змагання | Інші змагання | Інші змагання | Усього | Усього |
| Сезон                | Команда              | Ліга                 | Ігор      | Голів     | Ліга               | Ігор               | Голів              | Ліга                 | Ігор                 | Голів                | Ліга          | Ігор          | Голів         | Ігор   | Голів  |
| -------------------- | -------------------- | -------------------- | --------- | --------- | ------------------ | ------------------ | ------------------ | -------------------- | -------------------- | -------------------- | ------------- | ------------- | ------------- | ------ | ------ |
| 2018–19              | «Легія»              | Е                    | 0         | 0         | КП                 | 1                  | 0                  | -                    | -                    | -                    | -             | -             | -             | 1      | 0      |
| 2019–20              | «Легія»              | Е                    | 5         | 0         | КП                 | 2                  | 0                  | -                    | -                    | -                    | -             | -             | -             | 7      | 0      |
| Усього за «Легію»    | Усього за «Легію»    | Усього за «Легію»    | 5         | 0         |                    | 3                  | 0                  |                      | -                    | -                    |               | -             | -             | 8      | 0      |
| 2020–21              | «Шльонськ»           | Е                    | 26        | 1         | КП                 | 1                  | 0                  | -                    | -                    | -                    | -             | -             | -             | 27     | 1      |
| 2021-січ. 2022       | «Шльонськ»           | Е                    | 15        | 4         | КП                 | 1                  | 0                  | ЛК                   | 4                    | 0                    | -             | -             | -             | 20     | 4      |
| Усього за «Шльонськ» | Усього за «Шльонськ» | Усього за «Шльонськ» | 41        | 5         |                    | 2                  | 0                  |                      | 4                    | 0                    |               | -             | -             | 47     | 5      |
| січ.-черв. 2022      | «Верона»             | A                    | 2         | 0         | КІ                 | 0                  | 0                  | -                    | -                    | -                    | -             | -             | -             | 2      | 0      |
| Усього за кар'єру    | Усього за кар'єру    | Усього за кар'єру    | 48        | 5         |                    | 5                  | 0                  |                      | 4                    | 0                    |               | -             | -             | 57     | 5      |

## Титули і досягнення
- Чемпіон Польщі (1):

«Легія»: 2019-2020